# Noyers (Eure)
Noyers è un comune francese di 305 abitanti situato nel dipartimento dell'Eure nella regione della Normandia.

## Società

### Evoluzione demografica
Abitanti censiti